# Perdita munita
Perdita munita är en biart som beskrevs av Timberlake 1964. Perdita munita ingår i släktet Perdita och familjen grävbin. Inga underarter finns listade i Catalogue of Life.